# 선형문자 A
선형문자 A(그리스어:  Γραμμική Α, 영어:  Linear A)는 고대 크레타 섬에서 사용한 문자이다.
영국의 고고학자인 아서 에번스가 1900년 크노소스 궁전을 발굴하다가 3종류의 문자군을 발견하였다. 선형문자 A는 크레타 각지에서 넓은 범위에 걸쳐 출토되어, 크레타 공통의 문자로 추정된다. 같이 발견된 선형문자 B는 1950년대 마이클 벤트리스에 의해 미케네 그리스어로 해독되었지만, 선형문자 A는 고대 그리스어와는 다른 언어를 기록하고 있어서 음가를 비교할 수 있는 대조군이 없기에 아직 해독되지 않았다. 선형문자 A에 기록된 상세불명의 언어를 미노스어(Minoan)라고 이름한다. 조각된 점토판의 품질이 좋지 않고 발견된 수도 적은 것도 해독이 되지 않은 이유 중 하나이다.
이후 크레타와 주변 지역에서는 고대 그리스어를 표기하는데 쓰인 선형문자 B로 발전했고, 키프로스 섬에 전해져서는 그리스어와는 달라보이는 상세불명의 토착 언어를 표기하는데 쓰인 키프로스-미노스 문자로 발전했다.

## 같이 보기
- 선형문자 B
- 미노스 문명
- 미노스어

## 참고 문헌
- C.H 고든 『古代文字の謎―オリエント諸語の解読―(고대 문자의 통일-오리엔트 제어의 해독-)』